# سيولوالد
ربما كان سيولوالد ملكًا [الإنجليزية] لمرسيا حوالي عام 716 م.
توفي الملك سيولريد ملك ميرسيا [الإنجليزية]، حفيد بيندا، عام 716. تشير غالبية قوائم ملوك مرسيا إلى أن من خلف سيولريد على العرش هو الملك أثيلبالد، الذي لم يكن من نسل بيندا. ومع ذلك، فإن إحدى نسخ قوائم كاتدرائية وورسستر [الإنجليزية] قد ذكرت خلافة سيولوالد لسيولريد. من تشابه أسمائهم، يُعتقد أن سيولوالد كان شقيق سيولريد، وبالتالي كان آخر أحفاد بيندا المباشرين الذين حكموا مرسيا.
لم يمكث سيولوالد في الحكم طويلاً، حيث يبدو أن أثيلبالد اعتلى العرش في عام وفاة سيولريد.